# Ernesto Cavallini
Ernesto Cavallini (Milà, 1807 - 1873) fou un compositor i principalment un gran clarinetista italià.
Fou professor en el conservatori de Milà, corregué els principals països d'Europa, sent molt aplaudit pel seu talent i meravellosa execució. El 1852 es traslladà a Sant Petersburg, com a professor de clarinet del conservatori, i tocava a més aquest instrument a la capella reial i al teatre Imperial. En retornar a la seva pàtria el 1867, va obtenir el càrrec de professor de clarinet en el conservatori.
Va compondre per a clarinet gran nombre de retalls els quals es distingeixen per la seva elegància i correcció, entre els que hi figuren variacions, concerts, fantasies i capricis.